# Paul Sudeck

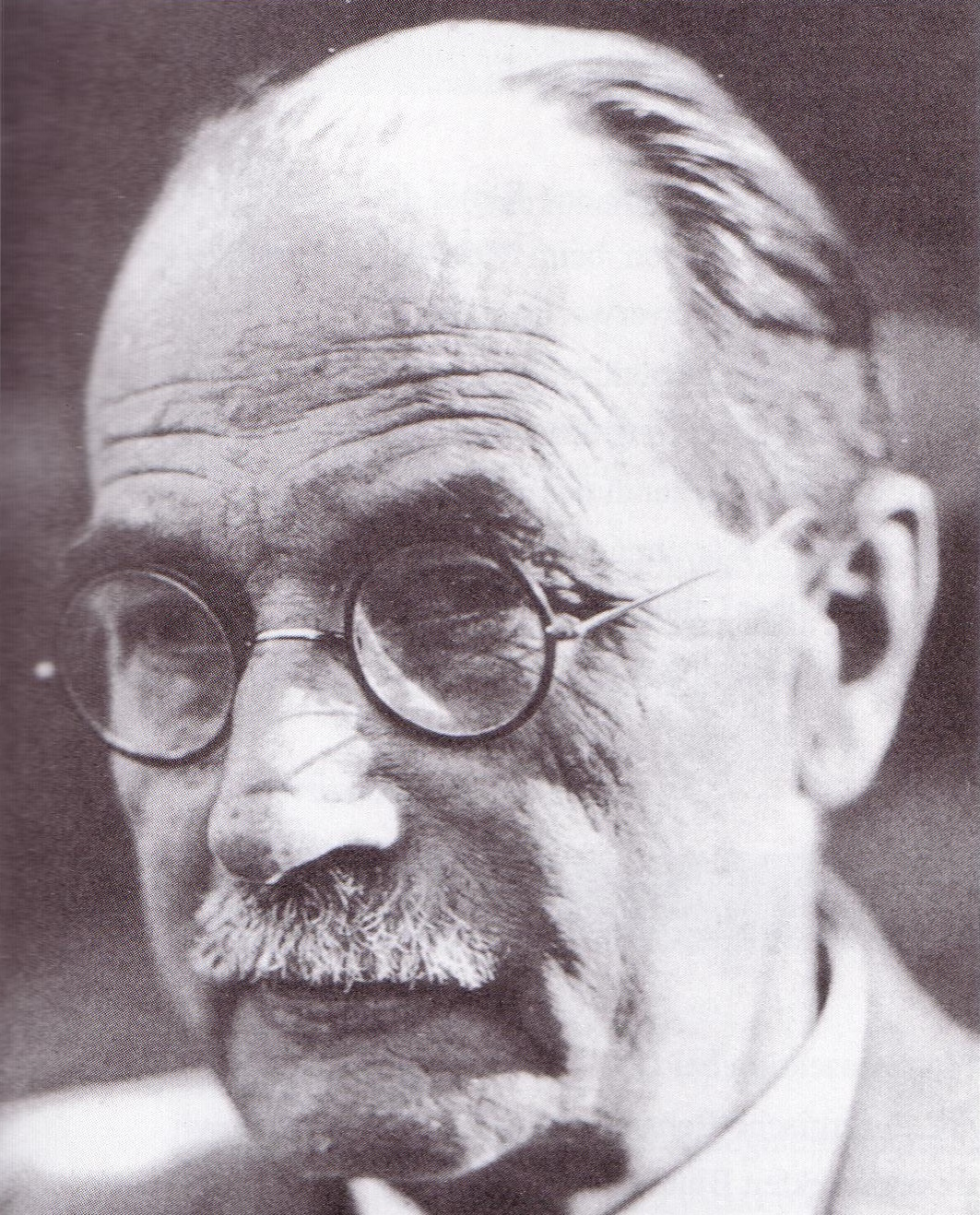
Paul Sudeck, um 1920

Paul Hermann Martin Sudeck (* 28. Dezember 1866 in Pinneberg; † 28. September 1945 in Saalfeld/Saale) war ein deutscher Chirurg.

## Leben

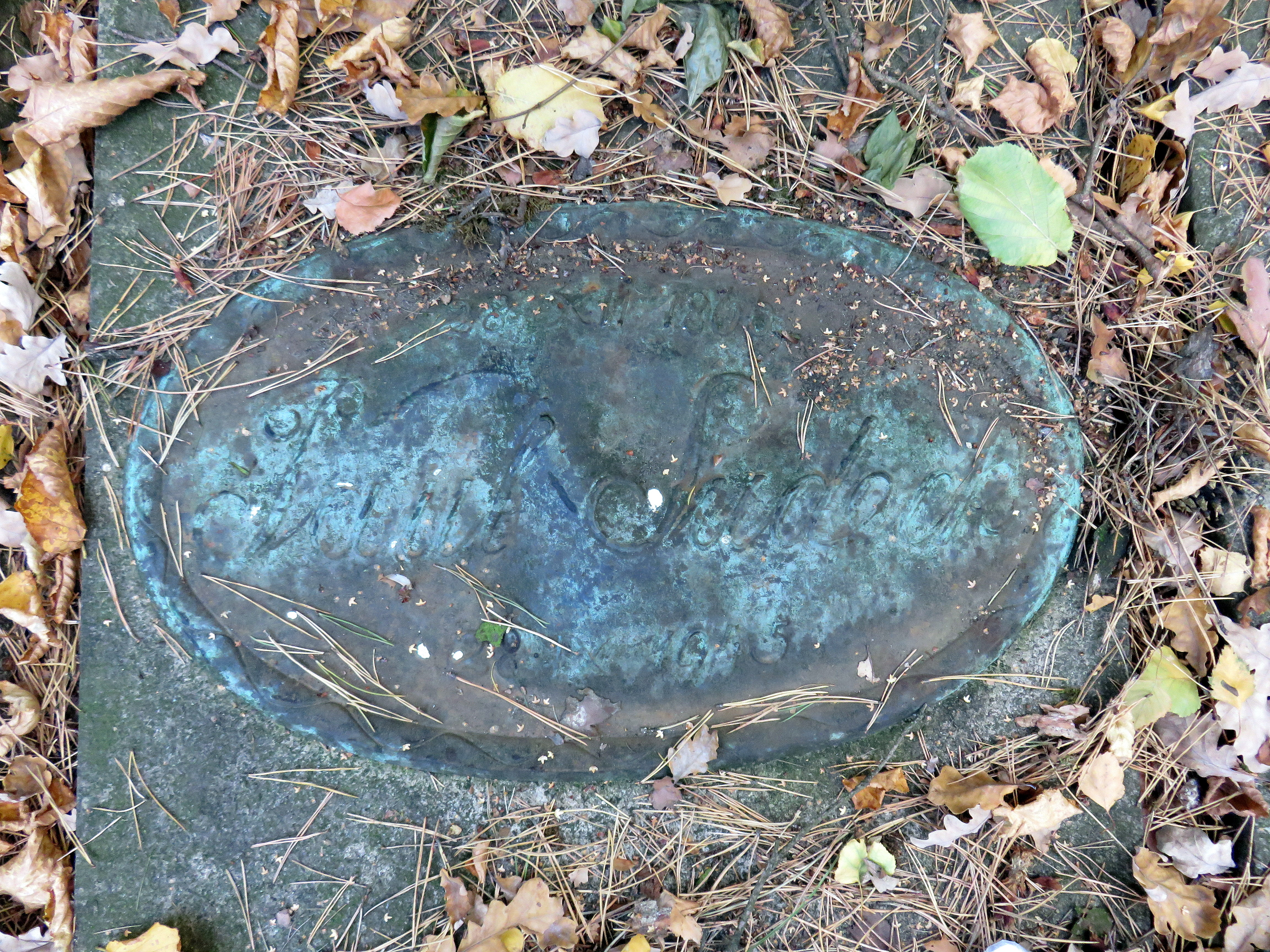
Grabplatte für Paul Sudeck auf dem Familiengrab auf dem Friedhof Ohlsdorf

Paul Sudeck studierte Humanmedizin an der Eberhard-Karls-Universität Tübingen. 1885 wurde er Mitglied der schwarzen Verbindung Derendingia (seit 1897 Tübinger Burschenschaft Derendingia). 1890 promovierte er an der Julius-Maximilians-Universität Würzburg zum Dr. med. Seine Ausbildung begann er bei Eduard von Rindfleisch. Danach arbeitete er als Assistenzarzt am Allgemeinen Krankenhaus in Hamburg-Eppendorf, wo er sich habilitieren konnte. 1919 folgte die Ernennung zum außerordentlichen Professor. 1923 wurde er als Nachfolger von Hermann Kümmell Direktor der Chirurgischen Universitätsklinik Eppendorf. 1935 wurde er emeritiert. Nach dem Wahlsieg und der Machtergreifung der Nationalsozialisten unterzeichnete Sudeck am 11. November 1933 das Bekenntnis der deutschen Professoren zu Adolf Hitler. Die in der Nähe des Universitätsklinikums Hamburg-Eppendorf gelegene Sudeckstraße ist nach ihm benannt.
Er ist der Schwiegervater des Chirurgen Helmut Remé (1909–1980), Professor für Chirurgie in Lübeck.
Paul Sudeck wurde auf der Familiengrabstätte Sudeck/Vogler, Ohlsdorfer Friedhof in Hamburg, Planquadrat M 24 (etwa gegenüber Wasserturm/Cordesallee), spiegelbildlich dem Familiengrab Vogler, beigesetzt.

## Leistungen
Paul Sudeck wendete 1901 den Ätherrausch als ein kurzwirkendes  Narkotikum an und führte die Narkose mit Lachgas in Deutschland wieder in die Chirurgie ein. Seine Hauptleistungen bestanden auf dem Gebiet der Knochenchirurgie: Er befasste sich mit den Veränderungen der Knochenstruktur, der Kallusbildung bei Knochenbrüchen und Pseudoarthrosen. Die von ihm im Jahre 1900 beschriebene Reflex- oder Algodystrophie trägt als Morbus Sudeck seinen Namen. Heute wird für das Krankheitsbild der  Begriff Komplexes regionales Schmerzsyndrom verwendet.

## Ehrungen
- Goethe-Medaille für Kunst und Wissenschaft (1941)
- Ehrenmitglied der Vereinigung Nordwestdeutscher Chirurgen[6]
- Ehrenmitglied der Deutschen Gesellschaft für Chirurgie  (1943)
- Ein Studentenwohnheim in Hamburg war bis 2016 nach Paul Sudeck benannt.[7]